# Stictonaclia anastasia
Stictonaclia anastasia är en fjärilsart som beskrevs av Charles Oberthür 1893. Stictonaclia anastasia ingår i släktet Stictonaclia och familjen björnspinnare. Inga underarter finns listade i Catalogue of Life.